# Interdikt (römisches Recht)
Ein Interdikt (lat. interdictum) war im Römischen Recht ein Befehl des Prätors oder eines anderen bevollmächtigten Beamten (Prokonsuls in Provinzen), der auf Antrag einer Person gegen eine andere erging, um eine Handlung zu erzwingen oder zu verbieten.
Ein Interdikt war eine schnelle administrative Zwischenmaßnahme, mit der eine bestehende Situation geschützt werden sollte. Seine Effektivität bei der Streitschlichtung beruhte auf der Erwartung, dass der Beklagte es befolgte. Tat er dies nicht, hatte das die Eröffnung eines ordentlichen Prozesses zur Folge, der wegen des erfolgten Interdikts einige Besonderheiten aufwies.
Das Interdikt-Verfahren war kurz, langwierige Zeugenanhörungen und Beweisaufnahmen entfielen. Es reichte, wenn der Antragsteller (postulare interdictum) die Behörde davon überzeugen konnte, dass seine oder allgemeine Interessen schützenswert waren. Was der Antragsteller an Behauptungen vorbrachte, wurde für wahr gehalten. Wenn es nicht wahr war, hatte der Beklagte die Möglichkeit, sich dem Interdikt zu widersetzen und seine Rechte im Folgeprozess zu behaupten.
Interdikte konnten entweder restitutorisch (auf Zurückgabe gerichtet), exhibitorisch (auf Vorlage gerichtet) oder prohibitorisch (auf Verhinderung gerichtet) sein.
Es gab Interdikte in Angelegenheiten des öffentlichen und privaten Rechts. Von den privatrechtlichen sind die Besitzschutzinterdikte heute die wichtigsten. Einige bedeutende Arten von Interdikten waren:
- Interdicta de cloacis: gegen die Beschädigung und das Verhindern der Reparatur von Kloaken und anderen öffentlichen und privaten Abwasseranlagen.
- Interdicta de fluminibus publicis: gegen Bauten und Maßnahmen, welche die Flussschifffahrt beeinträchtigten.
- Interdicta de itineribus publicis: gegen Bauten und Maßnahmen, welche die Benützung und Reparatur öffentlicher Straßen beeinträchtigten.
- Interdicta de locis publicis: dienten dem Schutz öffentlichen Raumes.
- Interdicta de reficiendo: Interdikte in Zusammenhang mit Reparaturen und Servituten (Grunddienstbarkeiten), zum Beispiel um jemandem die Reparatur eines von ihm benutzten Weges durch ein Nachbargrundstück zu ermöglichen, wenn der Nachbar nicht dazu verpflichtet war.